# Rudolf von Groote

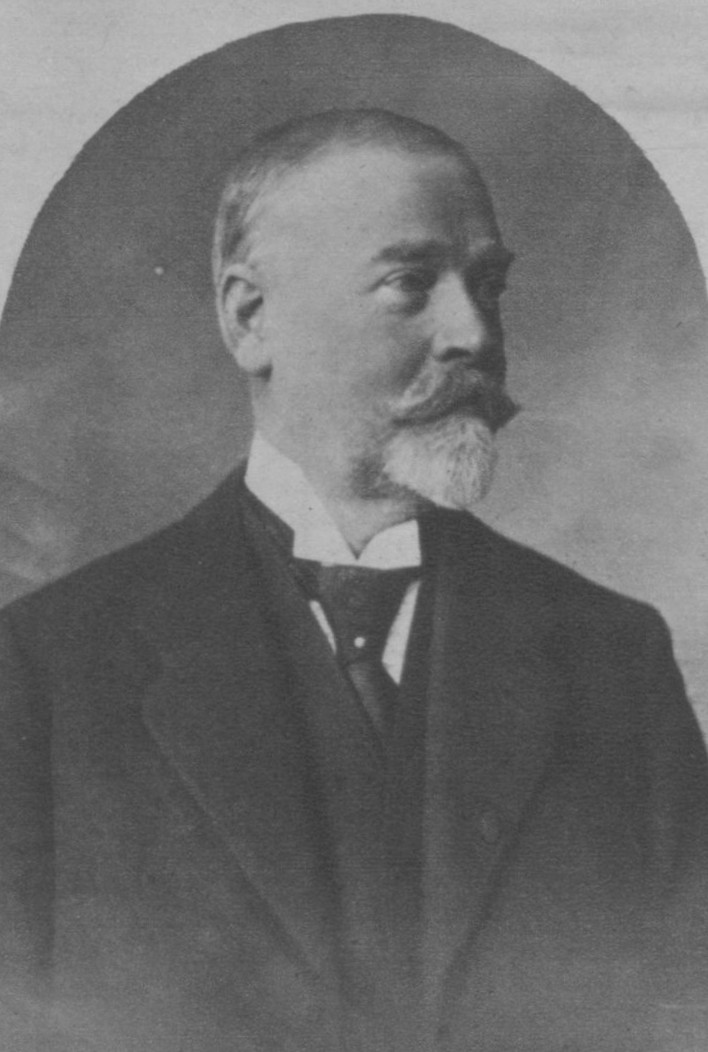
Rudolf von Groote, 1918

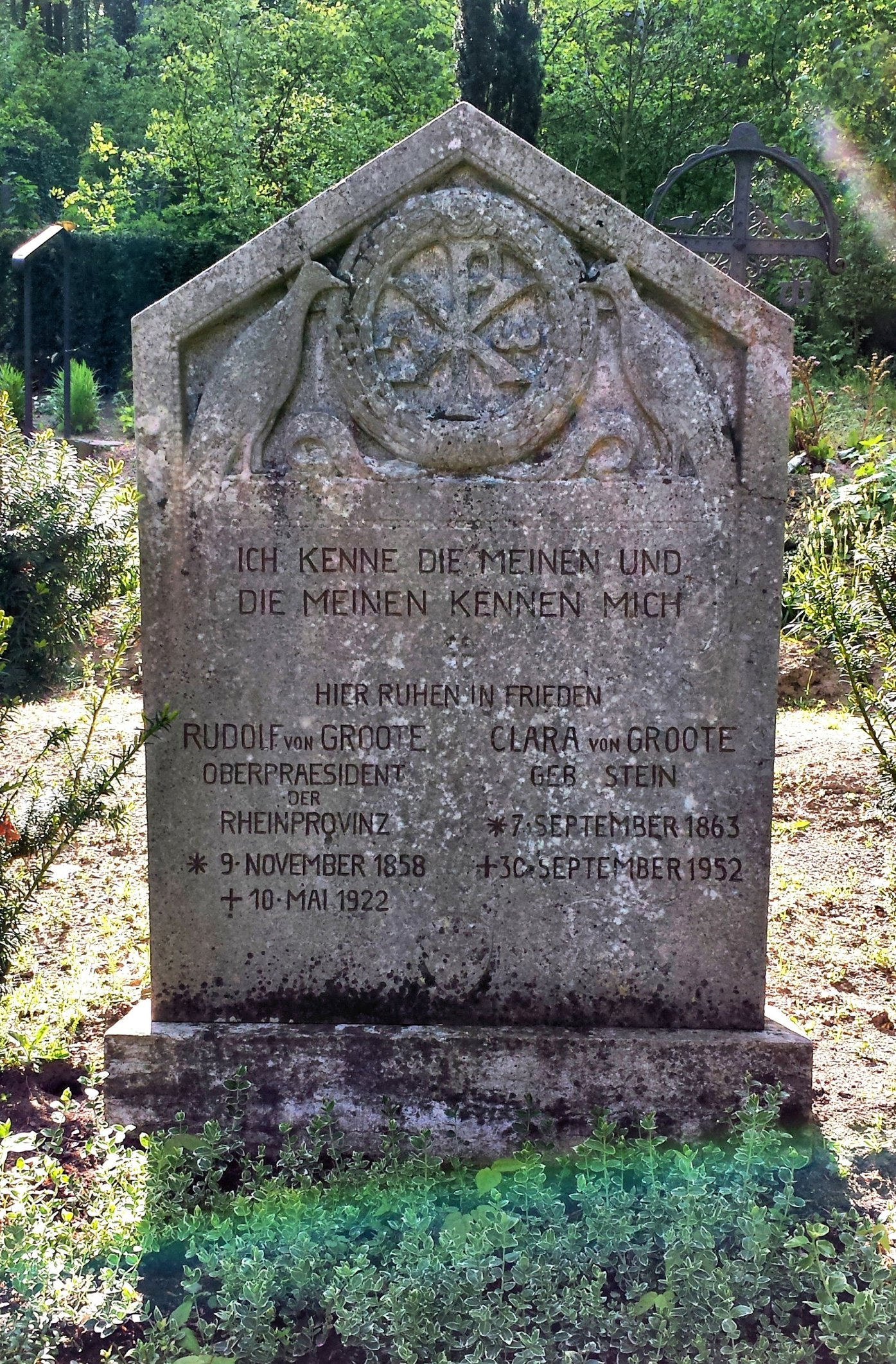
Grabstein Rudolf und Clara von Groote in Maria Laach

Rudolf Felix Joseph von Groote (* 9. November 1858 in Bonn; † 10. Mai 1922 in Abtei Maria Laach) war Königlicher Landrat des Kreises Rheinbach und Oberpräsident der Rheinprovinz. 

## Kindheit und Jugend
Rudolf Felix Joseph von Groote war der Sohn des damaligen Gerichtsassessors und späteren Königlich-Preußischen Geheimen Regierungsrates Felix von Groote (1828–1889) und dessen Ehefrau Maria Theresia Josepha Simons die 1856 geheiratet hatten. Aus dieser Ehe hatte er noch 7 jüngere Geschwister. Nachdem seine Mutter bei der Behandlung typhuskranker Kinder in Ahrweiler selbst an Typhus erkrankt und an den Folgen verstorben war, hatte sein Vater ein weiteres Mal geheiratet. Aus der 2. Ehe mit Anna Katharina geb. Hasslacher, einer Tochter des Aachener Polizeidirektors Franz Carl Hasslacher, hatte von Groote noch 7 weitere Halbgeschwister. Er wuchs in Ahrweiler auf und machte 1878 sein Abitur am katholischen Gymnasium in Bad Münstereifel. Von 1878 bis 1881 studierte er vor allem Jura an den Universitäten Heidelberg, Berlin und Bonn. Seine Referendarzeit leistet er an den Landgerichten Koblenz und Bonn ab.

## Werdegang
Um 1883 wechselte von Groote in die Verwaltungslaufbahn. Seine Referendarzeit führte ihn zur Regierung in Düsseldorf, nach Stettin und Berlin. Hier lernte er Dr. Steinmeister kennen, den späteren Kölner Regierungspräsidenten. 1887 wurde von Groote Regierungsassessor in Trier. Im April 1888 wurde er zunächst kommissarischer Landrat des Kreises Rheinbach der am 1. Januar 1889 die endgültige Ernennung zum Landrat folgte. Zum 25 Dienstjubiläum wurde er als erster zum Ehrenbürger der Stadt Rheinbach ernannt. Im Jahre 1908 wurde Rudolf von Groote weiterhin zum Vorsitzenden der Landwirtschaftskammer Rheinland gewählt und am 26. April 1918 erhielt er schließlich seine Ernennung zum Oberpräsidenten der Rheinprovinz. 1922 verstarb er bei einer Konferenz im Kloster Maria Laach.

## Familie
Seit dem 24. Juli 1888 war von Groote mit Clara geb. Stein (1863–1952) verheiratet, deren erster Sohn 1889 in Rheinbach geboren wurde. 1920 musste die Familie die durch die französischen Besatzer beschlagnahmte Dienstwohnung räumen und wurde Gast im Fürstenhaus Wied in Neuwied.

## Ergänzendes
Die Großeltern von Grootes väterlicherseits waren der Kölner Kirchenverwaltungsjurist Joseph von Groote und dessen Ehefrau Auguste Margaretha geb. Schaaffhausen, die eine Tochter des Kölner Bankiers Abraham Schaaffhausen war.